# Shi Zhiyong (Gewichtheber, 1980)
Shi Zhiyong (* 10. Februar 1980 in Longyan, China) ist ein chinesischer Gewichtheber.

## Karriere
Shi Zhiyong stammt aus ärmlichen Verhältnissen und fing mit 10 Jahren das Gewichtheben an, um dadurch eventuell seine Familie unterstützen zu können. Nach dem Eintritt ins Provinzteam schaffte er 1997 den Sprung in die Nationalmannschaft.
Seinen ersten Auftritt auf der internationalen Bühne der Aktiven hatte Shi Zhiyong daraufhin 1999 bei der Weltmeisterschaft in Athen, wo er den vierten Platz belegte.
Nach dem Gewinn der Asienmeisterschaften 2000 und 2004, und der Vizeweltmeisterschaft 2003 in Vancouver, startete er bei den Olympischen Spielen in Athen und gewann die Goldmedaille in der Klasse bis 62 kg mit einem Zweikampfergebnis von 325,0 kg vor seinem Landsmann Le Maosheng und dem Venezolaner Israel José Rubio.
Nach Athen wechselte Shi Zhiyong in die Klasse bis 69 kg, in der er im darauffolgenden Jahr 2005 auch Weltmeister wurde, sich danach allerdings bei mehreren Titelkämpfen Zhang Guozheng oder dem Franzosen Vencelas Dabaya unterordnen musste.
Zu den Olympischen Spielen 2008 im eigenen Land wurde Shi zusammen mit Liao Hui aufgestellt und galt als sicherer Medaillenkandidat. Bereits nach dem Aufwärmen machten sich jedoch alte Verletzungen bemerkbar, weshalb er zusammen mit seinem Trainer beschloss, das Anfangsgewicht von 157 kg auf 152 kg zu reduzieren. Obwohl er nach nur einem gültigen Versuch im Reißen mit 152 kg auf dem dritten Platz lag, trat er wegen Schulterschmerzen nicht mehr zum Stoßen an.

## Sonstiges
- Shi ist vor allem für seine Standstoßtechnik bekannt, die zwar die effektivere Methode ist, aber aufgrund der nur schwer zu haltenden Balance nur von wenigen Hebern benutzt wird.
- Bei der Eröffnungszeremonie zu den Olympischen Spielen 2008 war Shi Fackelträger.[2]

## Persönliche Bestleistungen
- Reißen: 153,0 kg in der Klasse bis 62 kg.
- Reißen: 160,0 kg in der Klasse bis 69 kg.
- Stoßen: 190,0 kg in der Klasse bis 69 kg.
- Zweikampf: 350,0 kg in der Klasse bis 69 kg.